# Paradorippe granulata
Paradorippe granulata is een krabbensoort uit de familie van de Dorippidae. De wetenschappelijke naam van de soort is voor het eerst geldig gepubliceerd in 1841 door De Haan.